# 克山病
克山病（俗称快当病、吐黄水病、攻心翻等）是一种由硒缺乏及克沙奇病毒感染共同作用而引起的充血性心肌症。其病因较为复杂，目前认为与水文地质环境、水土-膳食、生物病因、免疫损伤和细胞膜氧化损伤有关。1935年于中国黑龙江省克山县首次发现，并以此得名。此种疾病后来被发现广泛存在于从中国东北至西南的广大土壤中缺乏硒的带状地带，多发于丘陵山区的农村，主要涉及黑龙江、吉林、辽宁、内蒙古、山西、山东、陕西、甘肃、河北、湖北、四川、云南、西藏、河南、宁夏及贵州等16个省和自治区，321个市、县。1951年至1953年在韩国有报道，1955年日本有报道。此种疾病在1960年至1970年间最为流行，造成了数千人死亡。1970年代后，急型克山病的发病率下降明显，但潜在型和慢型仍有散见。目前在临床上，急型克山病几乎绝迹，小儿的亚急型也基本控制。目前高发区中常见的仅为少数心功能代偿的潜在型和心肌损害较重、长期超负荷、逐渐失去代偿力的慢型（充血性心力衰竭）。

## 临床表现
主要表现为急性或慢性心功能不全，可有不同程度，另外还可见各种类型的心律失常。急型病人易迅速死亡，或有顽固剧烈的呕吐以至吐出胆汁。亚急型主要表现为呼吸困难及水肿，慢型则主要表现为充血性心力衰竭。